# ЭТЦ-406
ЭТЦ-406 — цепной экскаватор-дреноукладчик, производившийся Брянским заводом дорожных машин (сегодня ЗАО «Брянский арсенал») в 1970-х — 1990-х годах. Изготавливался на базе трактора Т-130М и роторного траншейного экскаватора ЭТР-204. Предназначался для осуществления мелиоративных работ в зоне орошения, был приспособлен для укладки гладких и раструбных дренажных труб в отрытую траншею глубиной 2,5—4,5 метра. Заменил в производстве предшествующую модель — Д-659Б.
Сокращение ЭТЦ означает Экскаватор Траншейный Цепной, в индексе 406 первые две цифры указывают глубину отрываемой траншеи в дециметрах (то есть 4,0 метра), последняя — номер модели.

## История
Машины для организации глубинного дренажа в зонах орошения были освоены Брянским заводом дорожных машин в середине 1960-х годов, когда был начат выпуск экскаватора-дреноукладчика Д-658. Вскоре на смену этой модели пришла модель Д-659 и две её последующие модификации, Д-659А и Д-659Б. Экскаваторы модельного ряда Д-659 изготавливались на базе трактора Т-100М и роторного траншейного экскаватора ЭР-7А.
Экскаватор-дреноукладчик ЭТЦ-406 пришёл на смену модели Д-659Б. Базовой машиной для него стал более мощный трактор Т-130М и роторный траншейный экскаватор ЭТР-204. В отличие от предшественника, новая машина оснащалась гидравлической бесступенчатой регулировкой рабочих скоростей, что позволяло выбирать скорость, наилучшим образом соответствующую условиям копания. В приводе рабочего органа также была использована гидравлическая передача, что позволило устранить механический привод. В 1980 году машина получила знак качества. Экскаватор выпускался до 1990-х годов.

## Описание
Экскаватор-дреноукладчик ЭТЦ-406 представляет собой гусеничный самоходную землеройную машину на базе трактора Т-130М и роторного траншейного экскаватора. Экскаватор предназначен для организации мелиоративного дренажа в зоне орошения. Машина отрывает траншею прямоугольного сечения глубиной до 4,5 метров, укладывает в неё дренажную трубу и затем засыпает траншею извлечённым из неё грунтом. Машина снабжена рабочим органом — навесной рамой с бесконечной ковшовой цепью. При работе экскаватор движется вдоль отрываемой траншеи, рабочий орган заглубляется в траншею и извлекает из неё грунт. Глубина траншеи регулируется углом опускания рабочего органа, угол копания выдерживается с помощью полуавтоматической системы, которая отслеживает натянутый вдоль оси траншеи копирный трос и выдаёт световые сигналы на пульт машиниста. С помощью трубоукладчика, расположенного на конце рабочего органа, осуществляется укладка в траншею дренажной трубы. Извлечённый из траншеи грунт по системе из двух последовательных ленточных конвейеров транспортируется в отвал либо обратно в траншею позади экскаватора, закапывая её. Привод транспортных скоростей, рабочего органа и конвейеров гидравлический, привод транспортных скоростей механический. Машина оборудуется противовесом для улучшения распределения давления гусениц на грунт. Противовес шарнирно крепится спереди, его вылет может изменяться с помощью гидроцилиндров.

### Тягач
В конструкцию базового трактора Т-130М внесены изменения, аналогичные изменениям в конструкции тягача роторного траншейного экскаватора ЭТР-204. Двигатель, коробка передач, задний мост и кабина вынесены вперёд относительно гусеничных тележек и размещены на отдельной раме. Рама усилена раскосами и трубчатой передней связью. Колея гусеничного хода расширена, сам ход удлинён, число опорных катков увеличено до 11 штук. Между бортовыми редукторами базового трактора и ведущими звёздочками установлены дополнительные редукторы. Рессора базового трактора заменена жёсткими поперечными связями.

### Рабочий орган
Рабочий орган представляет собой сварную раму, на которой расположены ведущая и ведомая звёздочки, поддерживающие ролики и две бесконечные полуцепи, к которым крепятся ковши полукруглой формы с режущим периметром. Ковшовая цепь приводится в действие с помощью расположенных на поперечном приводном валу гидромоторов через планетарные редукторы. Ковши очищаются с помощью очистителя, закреплённого на приводном валу. Натяжение цепей производится перемещением приводного вала. Наклон рабочего органа осуществляется с помощью гидроцилиндров через систему рычагов.

### Поперечный конвейер
Поперечный конвейер монтируется на раме тягача, на него производится выгрузка грунта из ковшей. Конвейер перемещает грунт на отвальный конвейер. Приводится в действие гидромотором. Конвейер может перемещаться относительно рамы тягача с помощью гидроцилиндра, что позволяет регулировать дальность транспортировки грунта. Конвейер очищается роликами и очистителями.

### Отвальный конвейер
Отвальный конвейер полностью засыпает траншею извлечённым из неё грунтом после укладки дренажной трубы или разгружает его сбоку от траншеи в отвал. Положение конвейера в горизонтальной плоскости может регулироваться. При транспортировке машины на железнодорожной платформе или на трейлере конвейер демонтируется.

### Трубоукладчик
Трубоукладчик располагается на конце рабочего органа, угол его наклона изменяется с помощью тяг. Он представляет собой трёхсекционную подвижную опалубку и предназначен для укладки труб на дно траншеи и их круговой изоляции фильтрующим материалом. Борта трубоукладчика защищают зону укладки от попадания грунта со стенок траншеи. Трубоукладчик оборудуется загрузочным лотком в переднем отсеке и рабочим местом для оператора в заднем отсеке. Оператор контролирует укладку труб по ходу работы и при необходимости поправляет трубы и фильтрующий материал. Ёмкость для фильтрующего материала расположена в среднем отсеке, фильтрующим материалом служит песчано-гравийная смесь, загружаемая в ёмкость самосвалом. Чтобы высота загрузки оставалась постоянной по мере отрытия траншеи, стенки верхней части средней секции снимаются по мере того, как уменьшается глубина траншеи.

### Трансмиссия
В трансмиссии используются коробка передач, задний мост и бортовые редукторы базового трактора. Между бортовыми редукторами и ведущей звёздочкой гусеничной цепи смонтированы дополнительные редукторы, унифицированные с бортовыми редукторами траншейного экскаватора ЭТР-204. Привод транспортных скоростей механический через коробку передач базового трактора, привод рабочих скоростей бесступенчатый, осуществляется через ходоуменьшитель от гидромотора.

### Автоматика
Уклон дна отрываемой траншеи поддерживается полуавтоматической системой, которая отслеживает положение копирного троса, предварительно натянутого вдоль линии прокладываемой траншеи. Датчик, закрёпленный на рабочем органе, скользит по копирному тросу, при этом системой фиксируется отклонение высоты рабочего органа от заранее заданного профиля. При наличии отклонений на пульте машиниста загораются контрольные лампы, указывающие на необходимость изменить положение рабочего органа.

### Основные характеристики
В следующей таблице приведены основные характеристики экскаватора-дреноукладчика ЭТЦ-406. Для сравнения приводятся характеристики предшествующей модели Д-659Б.
| Модель                              | Д-659Б                                         | ЭТЦ-406                                        |
| ----------------------------------- | ---------------------------------------------- | ---------------------------------------------- |
| Базовый трактор                     | Т-100М                                         | Т-130М                                         |
| Глубина траншеи, м                  | 2,5—4,5                                        | 2,5—4,5                                        |
| Ширина траншеи, м                   | 0,64                                           | 0,66                                           |
| Уклон дна траншеи                   | 0,01—0,001                                     | 0,01—0,001                                     |
| Рабочая скорость, м/ч               | 30—113 (6 скоростей)                           | 17—150 (бесступенчато)                         |
| Транспортная скорость, км/ч         | 1,4—5,4                                        | 1,86—5,2                                       |
| Регулирование рабочей скорости      | механическое                                   | гидравлическое                                 |
| Регулирование транспортной скорости | механическое                                   | механическое                                   |
| Тип рабочего органа                 | ковшовая цепь                                  | ковшовая цепь                                  |
| Число ковшей                        | 19                                             | 19                                             |
| Ёмкость ковша, л                    | 70                                             | 70                                             |
| Скорость рабочей цепи, м/с          | 1,25                                           | 1,25                                           |
| Способ удаления грунта              | два ленточных конвейера, в отвал или в траншею | два ленточных конвейера, в отвал или в траншею |
| Транспортная длина, мм              | 18 700                                         | 19 480                                         |
| Транспортная ширина, мм             | 5900                                           | 5630                                           |
| Транспортная высота, м              | 8180                                           | 8720                                           |
| Масса, кг                           | 40 550                                         | 43 500                                         |
| Тип движителя                       | гусеничный                                     | гусеничный                                     |
| Давление на грунт, кПа              | 65                                             | 67                                             |